# ルートヴィヒ2世 (バイエルン公)
ルートヴィヒ2世（Ludwig II., 1229年4月13日 - 1294年2月2日）は、上バイエルン公、ライン宮中伯。父はオットー2世、母はハインリヒ獅子公の孫娘アグネス（ライン宮中伯ハインリヒ5世の娘）。下バイエルン公ハインリヒ13世の兄。後に神聖ローマ皇帝となるルートヴィヒ4世の父。

## 生涯
父と同じくホーエンシュタウフェン朝に従い、1246年に義兄のコンラート4世を助けて対立王ハインリヒ・ラスペと戦った。1251年にはレーゲンスブルク司教とも戦っている。
1253年、父の遺領を相続。しかし、弟のハインリヒ13世と仲違いしてしまい、1255年に領土を分割、ライン宮中伯はルートヴィヒ2世の手元に残されたが、バイエルンは2分割、下バイエルンをハインリヒ13世に分け与える羽目になった。この状況を見て1257年にボヘミア王オタカル2世がバイエルンに遠征したが、ルートヴィヒ2世はハインリヒ13世と協力してボヘミア軍を撃退している。
一方、神聖ローマ帝国はコンラート4世が1254年に死去して大空位時代に入った。ルートヴィヒ2世はコンラート4世の遺児コッラディーノを保護するも、コッラディーノがイタリアで敗死するとルドルフ1世に与してオタカル2世に対抗、オタカル2世はルドルフ1世に討ち取られた。1289年に選帝侯が7人に決められ、バイエルン公はボヘミア王に選挙権を譲ることに決まったものの、ライン宮中伯のルートヴィヒ2世も選ばれた（金印勅書で法的に決められるのは1356年）。ルドルフ1世の死後、アルブレヒト1世を支持したが、他の諸侯はアドルフを選んだため、実現しなかった。
1294年、ハイデルベルクで死去した。ライン宮中伯は長男のルドルフ1世が単独で相続、バイエルンはルドルフ1世と次男のルートヴィヒ4世が共同で統治した。

## 結婚と家族
ブラバント公アンリ2世の娘マリーと結婚したが、1256年にドナウヴェルトで姦通罪により斬首した。
1260年にグウォグフ公コンラト1世の娘アンナと再婚、2人の子を儲けた。
1. マリア（1261年 - ?）
2. ルートヴィヒ（1263年 - 1290年）

1273年10月24日にローマ王ルドルフ1世の娘マティルデと再婚。4人の子を生んだ。
1. ルドルフ1世（1274年 - 1319年）[3] - 上バイエルン公、ライン宮中伯。
2. メヒティルト（1275年 - 1319年） - 1288年にブラウンシュヴァイク＝リューネブルク公オットー2世と結婚した。
3. アグネス（1277年 - 1345年） - 1290年にヘッセン方伯ハインリヒ1世の子ハインリヒ（1264/5年 - 1298年）と結婚、後にブランデンブルク辺境伯ハインリヒ1世と再婚。ハインリヒ2世の母。
4. アンナ（1280年生） - ウルム修道院の修道女
5. ルートヴィヒ4世（1282年 - 1347年） - 神聖ローマ皇帝、上バイエルン公、下バイエルン公、イタリア王[3]。